# 肇庆路
肇庆路，元朝时设置的路。
至元十六年（1279年）改肇庆府置，治所在高要县（今广东省肇庆市）。属江西等处行中书省。辖境相当今广东省肇庆、广宁、四会、高要、高明等市县地。明朝洪武元年（1368年）复改为肇庆府。 